# Marcel van der Sloot
Marcel van der Sloot (Gouda, 3 juni 1980) is een voormalig Nederlands voetballer die als middenvelder speelde
In de jeugd speelde hij voor SV Donk, Jodan Boys, ONA en FC Utrecht. Van der Sloot begon zijn loopbaan bij RBC Roosendaal. In 2003 ging hij spelen voor TOP Oss. In 2007 werd hij speler in de Eredivisie bij De Graafschap. Door blessures kwam hij zelden in actie. Hij werd tijdens dat seizoen verhuurd aan FC Dordrecht, toch weer in de Jupiler League. In 2010 keerde de middenvelder terug naar RBC Roosendaal. Vanaf het seizoen 2011-2012 speelt Van der Sloot opnieuw voor TOP Oss, waar hij nu nog steeds met 58 goals topscorer aller tijden is. Na zijn carrière  als voetballer bleef hij bij TOP OSS in dienst als scout vanaf oktober 2014 tot en met  juni 2017. Van der Sloot was van juli 2017 tot juni 2023 assistent-trainer bij TOP Oss en combineerde dat vanaf het seizoen 2018-2019 met de functie van hoofdcoach bij het eerste bij RKSV Cluzona uit Wouw (plaats). Vanaf het seizoen 2023/2024 wordt hij hoofdtrainer van VV Dongen.

## Statistieken
| Seizoen | Club           | Wedstrijden | Doelpunten | Competitie     |
| ------- | -------------- | ----------- | ---------- | -------------- |
| 2001/02 | RBC Roosendaal | 4           | 0          | Eerste divisie |
| 2002/03 | RBC Roosendaal | 6           | 0          | Eredivisie     |
| 2003/04 | TOP Oss        | 34          | 11         | Eerste divisie |
| 2004/05 | TOP Oss        | 29          | 5          | Eerste divisie |
| 2005/06 | TOP Oss        | 27          | 8          | Eerste divisie |
| 2006/07 | TOP Oss        | 32          | 11         | Eerste divisie |
| 2007/08 | De Graafschap  | 0           | 0          | Eredivisie     |
| 2007/08 | FC Dordrecht   | 13          | 2          | Eerste divisie |
| 2008/09 | FC Dordrecht   | 18          | 1          | Eerste divisie |
| 2009/10 | FC Dordrecht   | 11          | 0          | Eerste divisie |
| 2010/11 | RBC Roosendaal | 14          | 2          | Eerste divisie |
| 2010/11 | FC Dordrecht   | 14          | 2          | Eerste divisie |
| 2011/12 | FC Oss         | 27          | 11         | Eerste divisie |
| 2012/13 | FC Oss         | 30          | 9          | Eerste divisie |
| 2013/14 | FC Oss         | 36          | 3          | Eerste divisie |
| Totaal  |                | 295         | 65         |                |